# جون ك. جيبسون
جون ك. جيبسون (بالإنجليزية: John C. Gibson)‏ هو سياسي أمريكي، ولد في 30 مارس 1934 في اتلانتيك سيتي في الولايات المتحدة. حزبياً، نشط في الحزب الجمهوري. وقد انتخب عضو جمعية نيوجيرسي العامة.